# Melissa Jones
Melissa (alias Malice) Jones Richardson (Cleburne, 1988) è un'attrice statunitense.

## Infanzia
Melissa nasce a Cleburne in Texas nella cascina appartenente a suo nonno.

Sin da piccola, viene affascinata dal mondo dell'horror e passa molto tempo a guardare film horror a casa dei suoi amici, dal momento che non le era permesso guardarli a casa per via dell'educazione di stampo religioso impostale dai suoi genitori.
Cresciuta, Melissa deciderà di lasciare Cleburne per spostarsi a Dallas e frequentare una scuola di cosmetologia.

## Carriera
È a Dallas che Melissa viene a conoscenza dell'esesistenza della Miss Horrorfest competition e decide di iscriversi.

Nonostante questa fosse la sua prima audizione, i direttori del casting rimasero colpiti da Melissa che riuscì ad arrivare in semi finale e, alla fine, dopo una lunga competizione online sul canale ufficiale youtube HorrorFest ad essere eletta Miss Horrorfest 2007.
Attualmente Melissa vive a Los Angeles ed è la portavoce della compagnia cinematografica After Dark Film.
Nel 2009, Melissa ha recitato nel film The Butterfly Effect 3: Revelations con Chris Carmack e Rachel Miner.

## Filmografia
- The Butterfly Effect 3: Revelations (2009)